# Tsacasiella exilis
Tsacasiella exilis là một loài ruồi trong họ Asilidae. Tsacasiella exilis được Tsacas miêu tả năm 1969. Loài này phân bố ở vùng nhiệt đới châu Phi.